# Emilio Muñoz Barrios
Emilio Muñoz Barrios (Ciudad de Panamá, 14 de diciembre de 1922) es un pianista y organista panameño.

## Carrera artística
Emilio se inició como pianista a los 5 años de edad, en 1927, y luego actuaría en diferentes orquestas como solista. Se dedicó al órgano en 1948, un año antes de radicarse en Venezuela, donde no sólo se destacó como organista, sino también como arreglista. En 1959 su profesionalismo musical fue reconocido con la orden Vasco Núñez de Balboa, otorgada por el gobierno de Panamá en premio por su gran dedicación a difundir la música panameña.
Emilio inició su carrera guiado por su hermano y maestro, Salvador Muñoz, quien a la vez fuera inspirador del organista y pianista venezolano Tulio Enrique León. Dirigido por él, dio sus primeros conciertos en Panamá.
Al año siguiente de radicarse en Venezuela, Emilio Muñoz fue contratado por la gerencia del cabaret "Mario’s", que en aquel tiempo era sitio de reunión de las afamadas estrellas locales y extranjeras que visitaban Caracas. Cotizado como instrumentista, grabó una gran cantidad de discos de larga duración; muchos de ellos como solista, o bien respaldando como director de orquesta y arreglista a cantantes, demostrando su habilidad para conducir variados formatos orquestales, desde pequeños conjuntos hasta grandes orquestas.
Durante varios años fue artista exclusivo del canal televisivo venezolano Radio Caracas Televisión, participando como soporte musical en los espacios del animador Renny Ottolina.  Además de Panamá y Venezuela, Muñoz hizo una importante carrera profesional en Estados Unidos y Colombia.
Es integrante de una amplia familia de músicos entre los que se destacan sus hermanos Salvador y Avelino, Cristóbal, Rafael y Lucho, quienes al igual que Emilio hicieron hecho su carrera musical en diferentes escenarios internacionales, conformando así una de las dinastías musicales más destacadas de la América Latina.
Entre los artistas más destacados a quienes Emilio Muñoz les hizo acompañamiento muisical se encuentran: Joséphine Baker, Mona Bell, Domenico Modugno, Mina Mazzini, Katina Ranieri, Andy Russel, Pedro Vargas, Lucho Gatica, Daniel Riolobos, Daniel Santos, Marco Antonio Muñiz, María Luisa Landín, Charlo, Rosalinda García y el dúo Llamas Barroso, entre otros.

## Estilo musical
El estilo musical de Emilio Muñoz fue muy avanzado para su época adelantándose a ciertos elementos actuales de la música hoy denominada salsa. Su estilo como organista está marcado por la música de su tierra Panamá y de América Latina.

## Discografía
- Emilio Muñoz su órgano y su ritmo (RCA Victor)
- Emilio Muñoz y su órgano (Discomoda)
- Una cita con Emilio (Fonograma)
- Aquí la buena música.  Emilio Muñoz su piano y su conjunto (Verde)
- Al estilo de Emilio (Fonograma)
- Paseaitos con Emilio (Fonograma)
- 55 días en Pekín.  Emilio Muñoz y su conjunto (Fonograma)
- Oyendo a Emilio (Fonograma)
- Otra cita con Emilio (Fonograma)
- Shalom en ritmo latino (Shalom)